# Worms (jeu vidéo, 2007)
Pour les articles homonymes, voir Worms.
Worms (nom de projet Worms HD) est un jeu vidéo de stratégie au tour par tour développé par Team17 et sorti en 2007 sur Xbox 360 via la plateforme de téléchargement Xbox Live Arcade. Il est ensuite sorti en 2009 sur PlayStation 3 via le PlayStation Network et sur iOS.
Il fait partie de la série Worms.

## Système de jeu
Cette version HD dispose d'un mode multijoueur en ligne.